# Associazione Calcio Mantova 1981-1982
Questa pagina raccoglie le informazioni riguardanti l'Associazione Calcio Mantova nelle competizioni ufficiali della stagione 1981-1982.

## Stagione
Per tentare di raddrizzare la stagione partita male dall'inizio, tre allenatori si sono alternati sulla panchina mantovana. Giovanni Mialich nelle prime cinque giornate, Giovanni Bonanno dalla sesta alla decima, infine Angelo Pereni dall'undicesima fino al termine.
Nella disperata corsa per evitare alla retrocessione in Serie C2 il Mantova riesce a ottenere 4 vittorie interne consecutive, ma questi otto punti si sono rivelati inutili, perché proprio nelle ultime due giornate le squadre che si sono salvate hanno fatto il pieno mentre il Mantova non ha preso nessun punto.
Il Mantova riesce a superare il primo turno di qualificazione della Coppa Italia di Serie C, ma non i sedicesimi di finale.

## Rosa
| N. |                   | Ruolo | Calciatore        |
| -- | ----------------- | ----- | ----------------- |
|    | Italia (bandiera) | C     | Luigi Azzi        |
|    | Italia (bandiera) | C     | Mario Bortolazzi  |
|    | Italia (bandiera) | A     | Nuccio Bresolin   |
|    | Italia (bandiera) | P     | Nadir Brocchi     |
|    | Italia (bandiera) | C     | Renato Calliman   |
|    | Italia (bandiera) | A     | Sandro Cavicchini |
|    | Italia (bandiera) | D     | Guido Corradi     |
|    | Italia (bandiera) | D     | Sergio Facchi     |
|    | Italia (bandiera) | C     | Giuseppe Fontana  |
|    | Italia (bandiera) | C     | Giorgio Gambin    |

| N. |                   | Ruolo | Calciatore         |
| -- | ----------------- | ----- | ------------------ |
|    | Italia (bandiera) | A     | Stefano Giacomelli |
|    | Italia (bandiera) | P     | Sergio Girardi     |
|    | Italia (bandiera) | A     | Claudio Lovison    |
|    | Italia (bandiera) | D     | Domenico Macuglia  |
|    | Italia (bandiera) | C     | Giuseppe Manarin   |
|    | Italia (bandiera) | D     | Daniele Merlin     |
|    | Italia (bandiera) | D     | Giancarlo Morsia   |
|    | Italia (bandiera) | A     | Roberto Peressoni  |
|    | Italia (bandiera) | D     | Gianfranco Platto  |
|    | Italia (bandiera) | D     | Oreste Santin      |

## Risultati

### Serie C1

#### Girone di andata
| Arbitro: | Corigliano (Crotone) |

|                                            |           |                        |
| Cavestro 3’, 40’ Sgarbossa 23’ Pezzato 80’ | Marcatori | 65’ Gambin 70’ Manarin |

| Arbitro: | Testa (Prato) |

|                        |           |                                |
| Gambin 15’ Manarin 73’ | Marcatori | 24’ (aut.) Merlin 84’ Pasquali |

| Arbitro: | Lorenzetti (Macerata) |

|             |           |  |
| Bocchio 25’ | Marcatori |  |

| Arbitro: | Buccini (Sulmona) |

|                     |           |  |
| Polverino 5’ (aut.) | Marcatori |  |

| Arbitro: | Marascia (Roma) |

|                  |           |  |
| Melillo 44’, 47’ | Marcatori |  |

| Arbitro: | Rufo (Roma) |

|             |           |  |
| Manarin 62’ | Marcatori |  |

| Arbitro: | Bin (Torino) |

|                          |           |  |
| Manarin 69’ Bresolin 71’ | Marcatori |  |

| Arbitro: | Falsetti (Roma) |

|              |           |  |
| Pradella 25’ | Marcatori |  |

| Arbitro: | Pellicanò (Reggio Calabria) |

|  |           |                                   |
|  | Marcatori | 20’ Dal Prà 29’ Nicolini 64’ Grop |

| Arbitro: | Balsamo (Paola) |

|                      |           |            |
| Grosselli 65’ (rig.) | Marcatori | 33’ Gambin |

| Arbitro: | Ongaro (Rovigo) |

|                      |           |             |
| Azzi 7’ Bresolin 70’ | Marcatori | 9’ Tomasoni |

| Arbitro: | Laricchia (Bari) |

|              |           |  |
| Messersì 13’ | Marcatori |  |

| Mantova 13 dicembre 1981 13ª giornata | Mantova        | 0 – 0 | Modena | Stadio Danilo Martelli\| Arbitro: \| Luci (Firenze) \| |
| Arbitro:                              | Luci (Firenze) |       |        |                                                        |

| Treviso 20 dicembre 1981 14ª giornata | Treviso            | 0 – 0 | Mantova | Stadio Omobono Tenni\| Arbitro: \| D'Innocenzo (Roma) \| |
| Arbitro:                              | D'Innocenzo (Roma) |       |         |                                                          |

| Arbitro: | Amendolia (Messina) |

|                              |           |            |
| Beccati 26’ Della Monica 66’ | Marcatori | 44’ Gambin |

| Mantova 10 gennaio 1981 16ª giornata | Mantova            | 0 – 0 | Atalanta | Stadio Danilo Martelli\| Arbitro: \| De Marchi (Novara) \| |
| Arbitro:                             | De Marchi (Novara) |       |          |                                                            |

| Arbitro: | Cassi (Pisa) |

|                  |           |  |
| Ascagni 15’, 36’ | Marcatori |  |

#### Girone di ritorno
| Arbitro: | Greco (Lece) |

|  |           |               |
|  | Marcatori | 54’ Sgarbossa |

| Arbitro: | Vallesi (Pisa) |

|             |           |  |
| Rinaldi 80’ | Marcatori |  |

| Mantova 7 febbraio 1982 20ª giornata | Mantova           | 0 – 0 | Trento | Stadio Danilo Martelli\| Arbitro: \| Laudato (Taranto) \| |
| Arbitro:                             | Laudato (Taranto) |       |        |                                                           |

| Empoli 14 febbraio 1982 21ª giornata | Empoli            | 0 – 0 | Mantova | Stadio Comunale\| Arbitro: \| Gava (Conegliano) \| |
| Arbitro:                             | Gava (Conegliano) |       |         |                                                    |

| Arbitro: | Lamorgese (Potenza) |

|                              |           |             |
| Bresolin 15’, 69’ Santin 90’ | Marcatori | 18’ Melillo |

| Piacenza 28 febbraio 1982 23ª giornata | Piacenza     | 0 – 0 | Mantova | Stadio Galleana\| Arbitro: \| Bin (Torino) \| |
| Arbitro:                               | Bin (Torino) |       |         |                                               |

| Parma 7 marzo 1982 24ª giornata | Parma             | 0 – 0 | Mantova | Stadio Ennio Tardini\| Arbitro: \| Tuveri (Cagliari) \| |
| Arbitro:                        | Tuveri (Cagliari) |       |         |                                                         |

| Arbitro: | Testa (Prato) |

|              |           |                                          |
| Bresolin 82’ | Marcatori | 7’, 62’ (rig.), 74’ Galluzzo 9’ Pradella |

| Arbitro: | Creati (Acireale) |

|                            |           |              |
| Grop 18’, 55’ Nicolini 25’ | Marcatori | 44’ Bresolin |

| Arbitro: | Mele (Bergamo) |

|                            |           |                |
| Peressoni 29’ Bresolin 75’ | Marcatori | 44’ Garavaglia |

| Arbitro: | Lussana (Bergamo) |

|              |           |  |
| Tomasoni 85’ | Marcatori |  |

| Arbitro: | Ongaro (Rovigo) |

|             |           |  |
| Corradi 70’ | Marcatori |  |

| Arbitro: | Pampana (Pisa) |

|             |           |  |
| Rabitti 60’ | Marcatori |  |

| Arbitro: | Bruschini (Firenze) |

|                                        |           |            |
| Bresolin 14’ Santin 72’ Cavicchini 78’ | Marcatori | 39’ Zobbio |

| Arbitro: | Sguizzato (Verona) |

|                    |           |  |
| Manarin 19’ (rig.) | Marcatori |  |

| Arbitro: | Coppetelli (Tivoli) |

|                   |           |  |
| Facchi 53’ (aut.) | Marcatori |  |

| Arbitro: | Giannoni (Jesi) |

|              |           |                             |
| Bresolin 69’ | Marcatori | 9’ Strukelj 31’ Dominissini |

### Coppa Italia

#### Girone 7
| 23 agosto 1981 1ª giornata |  | – Riposo |  |  |

| Arbitro: | Vallesi (Pisa) |

|                        |           |              |
| Manarin 27’ Facchi 43’ | Marcatori | 6’ Pederzoli |

| Pavia 30 agosto 1981 3ª giornata | Pavia            | 0 – 0 | Mantova | Stadio Comunale\| Arbitro: \| Scevola (Milano) \| |
| Arbitro:                         | Scevola (Milano) |       |         |                                                   |

| 2 settembre 1981 4ª giornata |  | – Riposo |  |  |

| Arbitro: | De Marchi (Novara) |

|                        |           |                            |
| Di Carlo 28’, 39’, 76’ | Marcatori | 37’, 90’ Gambin 51’ Facchi |

| Arbitro: | Pampana (Pisa) |

|                                              |           |  |
| Gambin 27’ (rig.) Bresolin 34’, 78’ Assi 75’ | Marcatori |  |

#### Sedicesimi di finale
| Mantova 25 novembre 1981 Andata | Mantova | 1 – 1 | Lanerossi Vicenza | Stadio Danilo Martelli |

| Vicenza 9 dicembre 1981 Ritorno | Lanerossi Vicenza | 1 – 0 | Mantova | Stadio Romeo Menti |

## Statistiche

### Statistiche di squadra
| Competizione         | Punti | In casa | In casa | In casa | In casa | In casa | In casa | In trasferta | In trasferta | In trasferta | In trasferta | In trasferta | In trasferta | Totale | Totale | Totale | Totale | Totale | Totale | DR  |
| Competizione         | Punti | G       | V       | N       | P       | Gf      | Gs      | G            | V            | N            | P            | Gf           | Gs           | G      | V      | N      | P      | Gf     | Gs     | DR  |
| -------------------- | ----- | ------- | ------- | ------- | ------- | ------- | ------- | ------------ | ------------ | ------------ | ------------ | ------------ | ------------ | ------ | ------ | ------ | ------ | ------ | ------ | --- |
| Serie C1             | 27    | 17      |         |         |         | ..      | ..      | 17           |              |              |              | ..           | ..           | 34     | 9      | 9      | 16     | 25     | 37     | -12 |
| Coppa Italia Serie C | -     | 3       | 2       | 1       | 0       | 7       | 2       | 3            | 0            | 2            | 1            | 3            | 4            | 6      | 2      | 3      | 1      | 10     | 6      | +4  |
| Totale               | -     |         |         |         |         |         |         |              |              |              |              |              |              | 40     | 11     | 12     | 17     | 35     | 43     | -8  |

### Statistiche dei giocatori
| Giocatore     | Serie C1 | Serie C1 | Serie C1    | Serie C1   | Coppa di Italia Serie C | Coppa di Italia Serie C | Coppa di Italia Serie C | Coppa di Italia Serie C | Totale   | Totale | Totale      | Totale     |
| Giocatore     | Presenze | Reti     | Ammonizioni | Espulsioni | Presenze                | Reti                    | Ammonizioni             | Espulsioni              | Presenze | Reti   | Ammonizioni | Espulsioni |
| ------------- | -------- | -------- | ----------- | ---------- | ----------------------- | ----------------------- | ----------------------- | ----------------------- | -------- | ------ | ----------- | ---------- |
| M. Bortolazzi | -        | -        | -           | -          | -                       | -                       | -                       | -                       | -        | -      | -           | -          |
| .             | -        | -        | -           | -          | -                       | -                       | -                       | -                       | -        | -      | -           | -          |
| .             | -        | -        | -           | -          | -                       | -                       | -                       | -                       | -        | -      | -           | -          |
| .             | -        | -        | -           | -          | -                       | -                       | -                       | -                       | -        | -      | -           | -          |
| .             | -        | -        | -           | -          | -                       | -                       | -                       | -                       | -        | -      | -           | -          |